# Стоймен Михайловски
Стоймен Михайловски (на македонска литературна норма: Стојмен Михајловски) е виден юрист и политолог от Северна Македония, член на Конституционния съд на страната от 1994 до 2003 година.

## Биография
Роден е на 22 декември 1941 година в кривопаланското село Търново, тогава анексирано от Царство България. В 1965 година завършва Юридическия факултет на Скопския университет. В 1973 година завършва магистратура в Института за социологически и политико-правни изследвания в Скопие, а в 1980 година защитава докторска дисертация във Факултета за политически науки на Сараевския университет на тема „Ефективността на вземането на политически решения“.
Работи като асистент, научен сътрудник, старши научен сътрудник и научен съветник в Института за социологически, политико-правни изследвания и в продължение на два мандата и половина е директор на Института. Избран е за редовен професор по конституционно право и политическа система във Факултета по сигурност и във Военната академия и в докторската програма на Института за социологически и политико-правни изследвания.
От 1994 до 2003 година е съдия в Конституционния съд на страната.
Награден е с Ордена за заслуги за народа със сребърен венец и е награден с Плакет на Скопския университет.
Умира на 11 юли 2020 година в Скопие.